# Hugonot
Durant els segles xvi i xvii, hugonots va ser el nom donat als membres de l'Església protestant reformada de França.

## Origen del nom
Utilitzat al començament com un terme despectiu, l'origen del nom és incert. Es creu que deriva del nom personal de Besançon Hugues, el líder del "Partit Confederat" de Ginebra, en combinació amb la corrupció de la paraula germànica per "conspirador" o "confederat": edgenosse. El partit d'Hugues va ser anomenat "els confederats", ja que afavorien l'aliança de la ciutat estat de Ginebra amb la Confederació Suïssa. D'acord amb aquesta teoria, el terme hugonot va ser utilitzat per referir-se als conspiradors francesos (membres de l'Església reformada), amb la intenció de relacionar el moviment protestant amb les polítiques impopulars.
Una altra teoria suggereix que hugonot és la combinació d'una paraula dels dialectes del neerlandès i de l'alemany. En la regió flamenca de França, els estudiants protestants de la Bíblia que es reunien en cases per estudiar en secret eren anomenats Huis Genooten, 'companys de casa', encara que a les fronteres suïssa i alemanya eren anomenats Eid Genossen, 'companys de pacte', ja que estaven units per mitjà d'un pacte d'amistat. El terme huguenot n'era la versió (adaptació) francesa sovint utilitzada despectivament, i d'aquesta se'n deriva la catalana hugonot.

## Símbol

La creu hugonota

La creu hugonota (croix huguenote) és l'emblema distintiu dels hugonots. En l'actualitat, també és un símbol oficial de l'Église des Protestants réformés de França. Els descendents hugonots de vegades mostren aquest símbol com a signe de reconeixement (reconnaissance) entre ells.

## Història
Els predecessors dels hugonots van ser reformadors catòlics, com Jacques Lefèvre. Els hugonots, però, van adoptar el moviment luterà, i després el calvinisme. Van compartir les creences radicals de Joan Calví en contra del sacerdoci jeràrquic, dels sagraments i d'algunes doctrines de l'Església catòlica. Els hugonots van creure que la salvació era un acte de Déu, com la creació, i que només la misericòrdia de Déu en predestinació podia escollir els aptes per a la salvació. Sobretot, els hugonots van ser reconeguts per les seves dures crítiques contra la forma d'adoració de l'Església catòlica, particularment en l'èmfasi del ritual i la seva obsessió amb la mort i els morts. Van creure que els rituals, les imatges, els sants, els pelegrinatges, les oracions i la jerarquia de l'Església catòlica no ajudaven ningú a aconseguir la redempció. Van creure que la fe cristiana s'havia d'expressar per mitjà d'una vida pietosa i estricta, en obediència a la Bíblia com a resposta de gratitud per la misericòrdia de Déu. Com altres protestants, van creure que el catolicisme necessitava ser netejat de les impureses, i que el papa representava un regne mundà. Aquesta retòrica va provocar l'hostilitat per part dels catòlics. Segons la tradició protestant, el moviment dels hugonots va estar acompanyat de nombrosos senyals miraculosos.

## Guerres de religió
Els hugonots van sofrir persecució des del començament de la Reforma protestant, però el rei Francesc I de França (que va regnar de 1515 - 1547) els va protegir de les polítiques parlamentàries que s'havien planejat per exterminar-los. Després de l'afer de Placards de 1534, el rei va canviar d'opinió, i va permetre'n la persecució, que va ser feroç. El nombre d'hugonots, però, va créixer ràpidament entre 1555 i 1562, principalment entre els nobles i els habitants de les grans ciutats. Els opositors al moviment aleshores van anomenar hugonots els membres d'aquest moviment, però ells es van referir a si mateixos com a reformats. El 1562, el nombre d'hugonots va arribar als dos milions, especialment al sud i centre del país. En aquest any es va proclamar l'edicte d'Orleans, que declarava la fi de la persecució, però la tensió augmentava amb la violència als carrers.
Les guerres de religió a França van començar amb la massacre a Vassy l'1 de març de 1562. Després d'això, Els hugonots es van transformar en un moviment polític. Els predicadors protestants van agrupar un potent exèrcit sota el lideratge de l'almirall Gaspard de Coligny. Enric III de Navarra i la casa de Borbó es van aliar als hugonots, donant recursos al moviment, el qual va tenir 60 ciutats fortificades i va ser una amenaça seriosa per a la corona catòlica i el poder de París.
Durant la massacre del dia de Sant Bartomeu (24 d'agost de 1572), més de 70.000 hugonots van ser assassinats, entre ells el filòsof Petrus Ramus i els nobles Armand de Clermont de Piles i Saint-Jean-d'Angely. Es va signar l'amnistia el 1573, però l'any següent va començar una altra guerra que va acabar quan Enric III de Navarra, llavors rei de França, es va convertir al catolicisme, i va proclamar l'edicte de Nantes, el qual donava igualtat de drets als protestants i als catòlics, per bé que declarava el catolicisme com a religió oficial de l'Estat i protegia llurs interessos, ja que prohibia la fundació de noves esglésies protestants en àrees controlades per catòlics.

## Exili
Lluís XIV de França (que va regnar de 1643 a 1715) va prendre el control del govern francès el 1661 i va iniciar una nova onada de persecucions. Finalment, va revocar l'edicte "irrevocable" de Nantes el 1685 i va declarar il·legal el protestantisme per mitjà de l'edicte de Fontainebleau. Després d'això, milers d'hugonots (entre 200.000 i 500.000) van fugir a altres països protestants. El govern francès va prohibir que emigressin a Nova França, i un nombre considerable d'hugonots es va establir a les 13 colònies nord-americanes, especialment a l'estat de Nova York. La persecució va finalitzar el 1764, i la Revolució Francesa els va convertir en ciutadans amb tots els drets el 1789.

## Disculpa formal de 1985

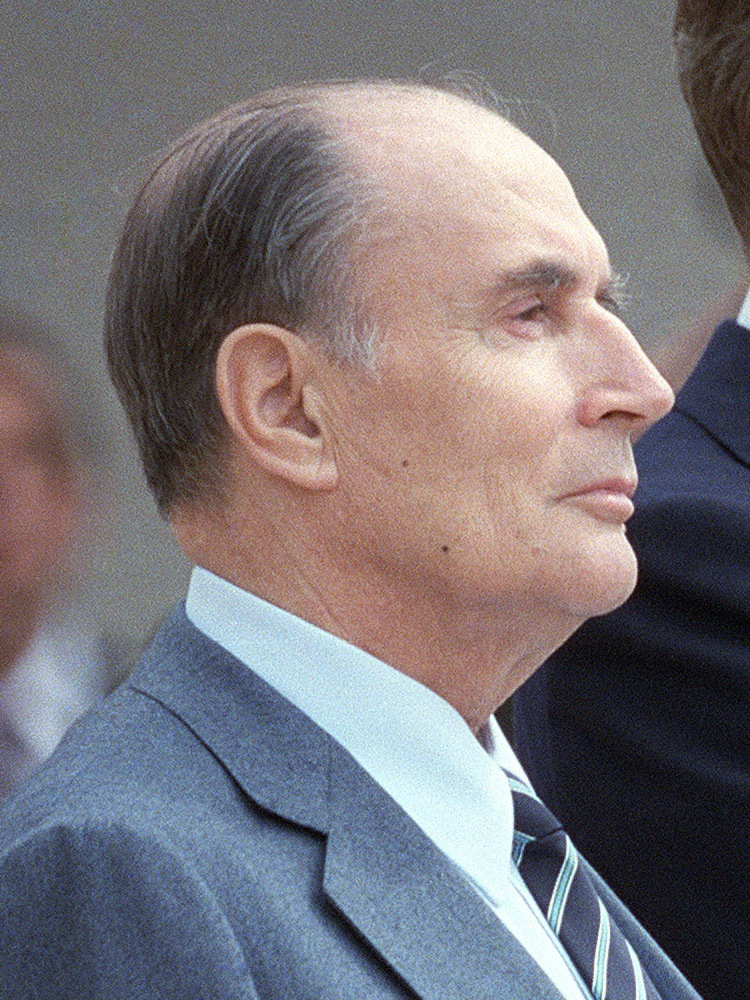
François Mitterrand va presentar una disculpa formal als hugonots i els seus descendents en nom de l'estat francès el 1985

L'octubre de 1985, per commemorar el tricentenari de la revocació de l'edicte de Nantes, el president de França François Mitterrand va enunciar una disculpa formal als descendents dels hugonots al voltant del món. Al mateix temps, el govern francés va llançar un segell postal especial en el seu honor on deia "França és la llar dels hugonots" (Accueil des Huguenots).